# Aufhebung von NS-Unrechtsurteilen
Die Aufhebung von NS-Unrechtsurteilen durch strafrechtliche Rehabilitierung von Opfern der NS-Justiz ist ein Teil der Aufarbeitung der NS-Vergangenheit und ein Instrument der Wiedergutmachung.

## Unrechtsurteile in der Zeit des Nationalsozialismus
Der Volksgerichtshof verhängte mehr als 5.200 Todesurteile und schätzungsweise weitere 6.000 Urteile mit hohen Freiheitsstrafen. Wegen der Vernichtung von Unterlagen können die genauen Zahlen nicht ermittelt werden.
Bei seiner Gründung als Sondergericht im Jahr 1934 war der Volksgerichtshof nur für Hoch- und Landesverrat zuständig. Später wurde die Zuständigkeit so erweitert, dass auch eine defätistische Bemerkung von diesem Gericht geahndet und mit einem Todesurteil belegt werden konnte. Dem stellvertretenden Oberreichsanwalt Heinrich Parrisius zufolge war die Funktion des Volksgerichtshofs „nicht, objektiv Recht zu sprechen, sondern die Gegner des Nationalsozialismus restlos zu vernichten“.
Auch bei den Urteilen der unteren Sondergerichte springt die Unverhältnismäßigkeit von Strafe und Tat ins Auge. Im Prozess gegen Leo Katzenberger wurden die an sich schon menschenrechtswidrigen NS-Gesetze exzessiv ausgelegt, um zu dem erwünschten Todesurteil zu gelangen.
Nicht von allen Sondergerichten sind die Akten erhalten; die Anzahl der verhängten Unrechtsurteile kann also nur hochgerechnet werden. Nach neueren Forschungen haben allein die 34 Sondergerichte mit Standort auf westdeutschem Gebiet mindestens 11.000 Todesurteile ausgesprochen. Vermutlich haben diese Gerichte außerdem mehr als 200.000 Urteile verhängt, bei denen die Strafbarkeit häufig nur durch nationalsozialistische Sondergesetze begründbar waren.
Allein von deutschen Militärgerichten wurden wahrscheinlich zwischen 25.000 und 30.000 Todesurteile wegen Wehrkraftzersetzung, Fahnenflucht, Kriegsverrat und weiteren Delikten gegen Wehrmachtsangehörige verhängt; mehr als 19.600 davon wurden nachweislich vollstreckt.  Schließlich haben die ab Februar 1945 eingerichteten Standgerichte eine hohe Zahl von Todesurteilen verhängt, die nicht annähernd genau zu bestimmen ist.
Die Angeklagten vor einem dieser Gerichte waren von elementaren Grundrechten des Strafverfahrens abgeschnitten: Richterablehnung, Beweisantragsrecht und Wahl des Verteidigers waren eingeschränkt oder aufgehoben, mündliche Verhandlung über den Haftbefehl, gerichtliche Voruntersuchung, Eröffnungsbeschluss sowie Berufungsinstanzen abgeschafft. Fristen konnten minimiert werden, um „kurzen Prozess“ zu machen.
Auch viele Urteile der ordentlichen Strafgerichte sind als Unrechtsurteile zu bezeichnen, zum einen, soweit sie auf spezifische NS-Gesetze zurückgehen wie das Heimtückegesetz, zum anderen wurden dort in bestimmten Fällen (zum Beispiel bei Homosexualität) oft weit höhere Strafen verhängt als in der Zeit vor dem Dritten Reich.
Die Anzahl der Personen, die strafrechtlich rehabilitiert werden müssten, ist daher nicht annähernd einzuschätzen.
Mehrere zehntausend Todesurteile und weitaus mehr Unrechtsurteile mit langjährigen Haftstrafen sind von den Gerichten des Dritten Reiches ausgesprochen worden. Viele der Verurteilten waren in Deutschland und Österreich für „ewig ehrlos“ erklärt worden und als „Volksschädlinge“ gebrandmarkt. Im Gegensatz zu den später vom Großdeutschen Reich besetzten Ländern, wo etwa Deserteure schon 1945 als Widerstandskämpfer gesehen wurden, dauerte die Rehabilitierung in Deutschland bis 2002 und Österreich bis 2005.
Ihre Rehabilitierung erwies sich als langwieriges Unterfangen. Anstatt die Urteile pauschal aufzuheben und die Ehre und Würde der Opfer wiederherzustellen, wurde eine Einzelfallprüfung vorgeschrieben. Geringfügige Straftaten konnten dazu führen, dass ein NS-Unrechtsurteil rechtlich weiterhin Bestand hatte und das Opfer als vorbestraft registriert blieb.

## Aufhebung in Deutschland

### Besatzungszonen
Mit der Proklamation Nr. 3 des Alliierten Kontrollrats vom 20. Oktober 1945 wurde eine Umgestaltung der Rechtspflege in ganz Deutschland verkündet, „die sich auf die Errungenschaften der Demokratie, Zivilisation und Gerechtigkeit gründet“. „Verurteilungen, die unter dem Hitler-Regime aus politischen, rassischen oder religiösen Gründen erfolgten,“ mussten aufgehoben werden.
In den westlichen Besatzungszonen ergingen daraufhin im Wesentlichen übereinstimmende Landesgesetze, nach denen im Einzelfall ein bestimmtes Urteil auf Antrag aufgehoben werden konnte. In der Britischen Besatzungszone galt die Verordnung über die Gewährung von Straffreiheit vom 3. Juni 1947, in Berlin das Gesetz zur Wiedergutmachung nationalsozialistischen Unrechts auf dem Gebiet der Strafrechtspflege vom 5. Januar 1951, in Bayern das Gesetz Nr. 21 zu Wiedergutmachung nationalsozialistischen Unrechts in der Strafrechtspflege vom 23. Mai 1946.
Die Proklamation Nr. 3 des Alliierten Kontrollrats vom 20. Oktober 1945 galt auch in der sowjetischen Besatzungszone (SBZ). Dort erließ der oberste Chef der sowjetischen Militär-Administration (SMAD) am 30. Juli 1946 den Befehl Nummer 228 über „die Nichtigkeit von Urteilen in politischen Sachen und die Einstellung von Strafverfahren in Fällen bestimmter strafbarer Handlungen, die vor dem 8. Mai 1945 begangen wurden“, auszuführen durch die Deutsche Zentralverwaltung der Justiz. Bis September 1949 wurden daraufhin 1485 NS-Unrechtsurteile aufgehoben. 1954 wurden allerdings sämtliche Befehle der SMAD durch die Sowjetunion außer Kraft gesetzt, so auch der Befehl Nummer 228.

### Bundesrepublik Deutschland bis 1990

#### Gesetzentwürfe in den 1950er Jahren
Mit dem Entwurf Erich Ollenhauers zu einem Gesetz zur Wiedergutmachung nationalsozialistischen Unrechts in der Strafrechtspflege sollte die Uneinheitlichkeit der bisherigen besatzungs- und landesrechtlichen Vorschriften durch eine für Westdeutschland einheitliche Regelung ersetzt werden. Das Gesetz sollte die Rechtmäßigkeit des „aus Überzeugung geleisteten Widerstands gegen die nationalsozialistische Gewaltherrschaft und gegen den Krieg“ feststellen. Urteile, die auf den mit den Kontrollratsgesetzen Nr. 1 und Nr. 11 aufgehobenen NS-Strafbestimmungen beruhten, sollten für nichtig erklärt, weitere Verurteilungen auf Antrag aufgehoben werden.
Der Entwurf war 1950 im Deutschen Bundestag nicht mehrheitsfähig, da das Gesetz auch die Attentäter des 20. Juli 1944 rehabilitiert hätte. Gegen eine Generalamnestie verwahrte sich zum Beispiel Bundesjustizminister Thomas Dehler (FDP) mit dem Hinweis auf „Rechtssicherheit“.
Auch ein im Jahr 1952 von der SPD-Fraktion eingebrachter Entwurf eines Gesetzes zur Anerkennung des deutschen Widerstandes und zur Wiedergutmachung nationalsozialistischen Unrechts scheiterte.

#### Fortgeltung vorkonstitutionellen Rechts
Die unterschiedlichen besatzungs- und landesrechtlichen Regelungen galten gem. Art. 125 GG als partielles Bundesrecht fort.
Dies hatte zur Folge, dass NS-Unrechtsurteile nicht in allen Fällen aufgehoben wurden bzw. werden konnten. Beispielsweise war es aufgrund eines Bundesgesetzes zur Bereinigung bayerischen Landesrechts seit 1959 nicht mehr möglich, noch Anträge auf Aufhebung nationalsozialistischer Unrechtsurteile nach dem in Bayern bis dahin geltenden Wiedergutmachungsgesetz zu stellen.
Die erforderliche Einzelfallprüfung erwies sich häufig als unmöglich, weil die Akten der betreffenden Gerichtsverfahren durch Kriegseinwirkung zerstört oder von den Gerichten bei Kriegsende selbst vernichtet worden waren. In anderen Fällen versäumten die Opfer oder deren Anverwandte einen Antrag, weil sie nichts von der Möglichkeit einer Rehabilitierung wussten oder keinen Sinn darin sahen, etwa weil Entlastungszeugen nicht mehr lebten oder beispielsweise Widerstandskämpfer eine Verurteilung als positiven Beweis ihrer Standhaftigkeit und ihres Mutes ansahen.
Es konnten zudem von der bundesdeutschen Gerichtsbarkeit im Wege eines Wiederaufnahmeverfahrens nur solche Urteile aufgehoben werden, die gegenüber deutschen Staatsangehörigen ergangen waren. Eine Lücke blieb für Gerichtsurteile, die in den von den Deutschen besetzten Gebieten gegen andere Staatsangehörige, beispielsweise nach der deutschen Besetzung gegenüber polnischen Staatsbürgern verhängt worden waren. Daran änderte auch nichts das Zuständigkeitsergänzungsgesetz im August 1952.

#### 1980er Jahre
Mit einer einstimmig verabschiedeten Entschließung vom 25. Januar 1985 stellte der Deutsche Bundestag fest, dass der Volksgerichtshof ein Terrorinstrument zur Durchsetzung der nationalsozialistischen Willkürherrschaft gewesen sei und den Entscheidungen nach Überzeugung des Deutschen Bundestages keine Rechtswirksamkeit zukomme. Damit setzte sich der Deutsche Bundestag nach Ansicht der Grünen in bewussten Gegensatz zur Rechtsprechung der meisten hohen und höchsten Gerichte der Bundesrepublik Deutschland einschließlich des Bundesgerichtshofs.
Dieser rein deklaratorischen Feststellung folgte im Dezember 1985 eine Gesetzesinitiative der Freien und Hansestadt Hamburg im Bundesrat zur Aufhebung von Unrechtsurteilen des Volksgerichtshofes und der Sondergerichte, die jedoch nicht weiterverfolgt wurde.
In den Ländern der ehemaligen Britischen Besatzungszone ermöglichte ursprünglich die Verordnung über die Gewährung von Straffreiheit vom 3. Juni 1947 nur die Aufhebung von solchen nationalsozialistischen Unrechtsurteilen, bei denen die zugrundeliegende Straftat zwischen dem 30. Januar 1933 und dem 8. Mai 1945 begangen worden war. Die Freie und Hansestadt Hamburg brachte deshalb im Mai 1988 einen weiteren Gesetzentwurf in den Deutschen Bundestag ein, nach dem auch Urteile über vor dem 30. Januar 1933 liegende Sachverhalte aufgehoben werden konnten. Nach einer Beschlussempfehlung des Rechtsausschusses verabschiedetet der Bundestag am 25. Mai 1990
das in den Ländern Hamburg, Niedersachsen, Nordrhein-Westfalen, Schleswig-Holstein und Berlin anwendbare Gesetz zur Beseitigung nationalsozialistischer Unrechtsurteile. Es verlangte einen Antrag, auf den zwischen dem 30. Januar 1933 und dem 8. Mai 1945 ergangene Urteile in Strafsachen insoweit aufgehoben werden konnten, „als ihnen Taten zugrunde lagen, die überwiegend aus Gegnerschaft zum Nationalsozialismus oder um sich oder andere der Verfolgung durch den Nationalsozialismus zu entziehen begangen worden sind oder die allein nach nationalsozialistischer Auffassung strafbar gewesen waren.“ Das Landgericht Hamburg hob daraufhin die Urteile zum sog. Altonaer Blutsonntag vom 17. Juli 1932 auf.
Unberücksichtigt blieb danach jedoch das Missverhältnis von geringfügiger Straftat und drakonischer Strafe. Der Kieler Generalstaatsanwalt konnte beispielsweise nur in einem von zwölf Verfahren eine Aufhebung von Todesurteilen erreichen. Noch 1997 waren zwei Drittel der vom Kieler Sondergericht zu hohen Freiheitsstrafen Verurteilten nicht rehabilitiert.

### DDR
Da die DDR selbst keine entsprechenden Vorschriften erließ, konnten dort keine NS-Unrechtsurteile aufgehoben werden.

### Wiedervereinigtes Deutschland seit 1990
Die deutsche Wiedervereinigung ermöglichte die Klärung der Rechtslage durch eine gesamtdeutsche Regelung, die auch jene Unrechtsurteile aufhebt, die bislang von den Wiedergutmachungsgesetzen der Nachkriegszeit noch nicht erfasst worden waren.
Das Gesetz zur Aufhebung nationalsozialistischer Unrechtsurteile in der Strafrechtspflege vom 28. Mai 1998 (NS-AufhG) hob verurteilende strafgerichtliche Entscheidungen, die unter Verstoß gegen elementare Gedanken der Gerechtigkeit nach dem 30. Januar 1933 zur Durchsetzung oder Aufrechterhaltung des nationalsozialistischen Regimes aus politischen, rassischen oder weltanschaulichen Gründen ergangen sind, auf. 
Die bereits in § 2 Abs. 1 des Ollenhauer-Entwurfs von 1950 vorgesehene Nichtigerklärung von Strafurteilen, die ausschließlich auf einen Verstoß gegen gesetzliche Vorschriften gestützt sind, die auf Grund bestimmter Kontrollratsgesetze aufgehoben wurden, ist dabei ihrem materiellrechtlichen Gehalt nach Gegenstand NS-AufhG geworden. Gemäß § 2 Nr. 3 NS-AufhG werden nicht nur Entscheidungen des Volksgerichtshofs und der Standgerichte aufgehoben, sondern auch Entscheidungen, die auf den in der Anlage genannten Bestimmungen als „Regelbeispielen für offenbares NS-Unrecht“ beruhen.
Mit dem Änderungsgesetz vom 17. Mai 2002 wurden bisher ausgeklammerte Personengruppen, wie Homosexuelle, Deserteure, Wehrdienstverweigerer, Wehrkraftzersetzer und andere Opfer der NS-Militärjustiz, pauschal rehabilitiert.
Die in einen Gesetzentwurf von Februar 1998 einbezogenen Urteile des Reichskriegsgerichts, der übrigen Militärgerichte und sonstigen Gerichte wegen der Tatbestände Kriegsdienstverweigerung, Fahnenflucht/Desertion und „Wehrkraftzersetzung“ wurden seinerzeit in letzter Lesung gestrichen. Erst 2002 wurde das Gesetz in der Weise geändert, dass nun auch die Urteile der Militärgerichte, welche auf den in Anlage zu Artikel 1 § 2 Nr. 3) Nr. 26a genannten Tatbeständen des Militärstrafgesetzbuches basieren, pauschal aufgehoben sind. Urteile anderer Gerichte werden aufgehoben, wenn sie auf einem der im Gesetz aufgezählten nationalsozialistischen Erlasse beruhen. Eine geringfügige tatsächliche Straftat bleibt dabei unbeachtlich. Ein finanzieller Entschädigungsanspruch wird durch die pauschale Aufhebung der Urteile nicht begründet.
Am 8. September 2009 beschloss der Deutsche Bundestag einstimmig ein Gesetz, durch das sämtliche Verurteilungen wegen Kriegsverrat pauschal aufgehoben wurden.

## Aufhebung in Österreich
In der Tradition des reinen Rechtspositivismus entstand 1945 das „Aufhebungs- und Einstellungsgesetz“, welches alle NS-Urteile gegen Österreicher aufhob. Diese allgemeine Amnestie wurde aber dadurch eingeschränkt, dass Urteile im Militärbereich nur dann aufgehoben wurden, wenn der Tatbestand „gegen die nationalsozialistische Herrschaft oder auf die Wiederherstellung eines unabhängigen Staates Österreich gerichtet war“. Da die Erbringung eines solchen Nachweises für oben aufgeführte Tatbestände bis auf Einzelfälle unmöglich ist, blieben die Urteile dieser Gruppe aufrecht. Als Konsequenz hatten sie gewisse versorgungsrechtliche Nachteile, vor allem weil die Haftzeiten nicht für die Pensionsberechnung anrechenbar waren. Durch die gesetzlichen Unschärfen entstand der Zustand, dass Soldaten, die aus der Wehrmacht desertierten und wieder gefangen und verurteilt worden waren, keine Möglichkeiten der Pensionsanrechnung hatten, der SS-Wärter, der sie bewachte, hingegen schon.
Am Umgang mit Widerstandskämpfern und Deserteuren in Österreich wird ein Paradoxon sichtbar: Offiziell sieht sich Österreich wie in der Moskauer Deklaration (1943) als 'erstes Opfer des Nationalsozialismus' und der Widerstand einiger wird geehrt (z. B. jener des Katholiken Franz Jägerstätter). Der größenordnungsmäßig bedeutendste Widerstand, jener der sich Partisanen anschließenden Kärntner Slowenen, fand lange keine Kenntnisnahme, geschweige denn Würdigung oder Rehabilitierung. Auch die Tatsache, dass Deserteure und andere Opfer der NS-Militärjustiz bis 2005 nicht rehabilitiert waren, traf auf wenig Problembewusstsein.
Im Jahr 2005 wurden alle Urteile durch das Anerkennungsgesetz 2005 pauschal aufgehoben. Deserteuren und anderen Opfern der NS-Militärjustiz oder deren Nachkommen wurde eine einmalige Unterstützung eingeräumt, welche weiterhin eine Einzelfallprüfung vorsieht.

### Standardwerke
- Gerd J. Nettersheim: Die Aufhebung von Unrechtsurteilen der NS-Strafjustiz – Ein langes Kapitel der Vergangenheitsbewältigung. In: Festschrift für Peter Riess zum 70. Geburtstag am 4. Juni 2002. hrsg. von Ernst-Walter Hanack, Volkmar Mehle u. a., Berlin, New York, 2002, S. 933–949.
- Ilse Staff: Justiz im Dritten Reich; Eine Dokumentation. Fischer, Frankfurt 1964.
- Bernd Rüthers: Die unbegrenzte Auslegung. Zum Wandel der Privatrechtsordnung im Nationalsozialismus. Habilitations-Schrift. Universität Münster/Westf. Mohr Siebeck, Tübingen 1968.
- Lothar Gruchmann: Justiz im Dritten Reich 1933-1940. 3. Auflage. Oldenbourg, München 2001, ISBN 3-486-53833-0.
- Ernst Fraenkel: The Dual State. 1940. Dt: Der Doppelstaat. 2. Auflage. Europäische Verlags-Anstalt, Hamburg 2001, ISBN 3-434-50504-0.
- Nikolaus Wachsmann: Gefangen unter Hitler: Justizterror und Strafvollzug im NS-Staat. Aus dem Englischen von Klaus-Dieter Schmidt. Siedler, München 2006, ISBN 3-88680-828-9.
- Gerd Weckbecker: Zwischen Freispruch und Todesstrafe. Die Rechtsprechung der nationalsozialistischen Sondergerichte Frankfurt/Main und Bromberg. Nomos, Baden-Baden 1998, ISBN 3-7890-5145-4.

### Für Deutschland
- Bundesminister der Justiz (Hrsg.): Im Namen des Deutschen Volkes. Justiz und Nationalsozialismus – Katalog zur Ausstellung. Köln 1989, ISBN 3-8046-8731-8.
- Justizbehörde Hamburg (Hrsg.): Von Gewohnheitsverbrechern, Volksschädlingen und Asozialen… Hamburger Strafurteile im Nationalsozialismus. Hamburg 1995, ISBN 3-87916-023-6 (Darin Urteile vom Hanseatischen Sondergericht).
- Hans Wüllenweber: Sondergerichte im Dritten Reich. Vergessene Verbrechen der Justiz. Frankfurt am Main 1990, ISBN 3-630-61909-6 (u. a. polit. Bemühungen um Reha bis 1990).
- Andreas Scheulen: Ausgrenzung der Opfer – Eingrenzung der Täter. Zur Entschädigung und Versorgung von Funktionären und Opfern des Dritten Reiches durch die Bundesrepublik Deutschland unter besonderer Berücksichtigung der Opfer der deutschen Militärgerichtsbarkeit. BWV, Berlin 2002, ISBN 3-8305-0299-0.
- Jörg Friedrich: Freispruch für die Nazi-Justiz. Die Urteile gegen NS-Richter seit 1948. Eine Dokumentation. Neuausgabe. Berlin 1998, ISBN 3-548-26532-4 (darin NS-AufhG 1998 und Änderungsbegründung des Rechtsausschusses).
- Stefan Treiber: Helden oder Feiglinge – Deserteure der Wehrmacht im Zweiten Weltkrieg. Frankfurt 2021, ISBN 978-3-593-51426-0

### Für Österreich
- Walter Manoschek: Opfer der NS-Militärjustiz. Wien 2003. In: Ingrid Bauer (Hrsg.): Kunst-Kommunikation-Macht. Innsbruck 2004, ISBN 3-7065-4038-X.
- Hannes Metzler: Ehrlos für immer? Mandelbaum, Wien 2007, ISBN 3-85476-218-6.
- Vinzenz Jobst: ANTON URAN verfolgt, vergessen, hingerichtet / persecuted, forgotten, executed. Kitab, Klagenfurt 2011, ISBN 978-3-902585-62-2.
- Vinzenz Jobst: Mit dem Tode bestraft – für immer ehrlos? Kitab, Klagenfurt 2013, ISBN 978-3-902878-24-3.

### Deutschland
- FR: NS-Sondergericht Fall Wazinski
- Text des Gesetzes zur Aufhebung nationalsozialistischer Unrechtsurteile in der Strafrechtspflege
- Aufhebung der Militärurteile 2002
- Helmut Kramer: vom 4. August 2009: Die „Kriegsverräter“ werden rehabilitiert ...nicht rehabilitiert sind damit die Politiker, die diese Entscheidung 64 Jahre hinausgezögert haben (PDF-Datei; 31 kB)